# 海の日名古屋みなと祭

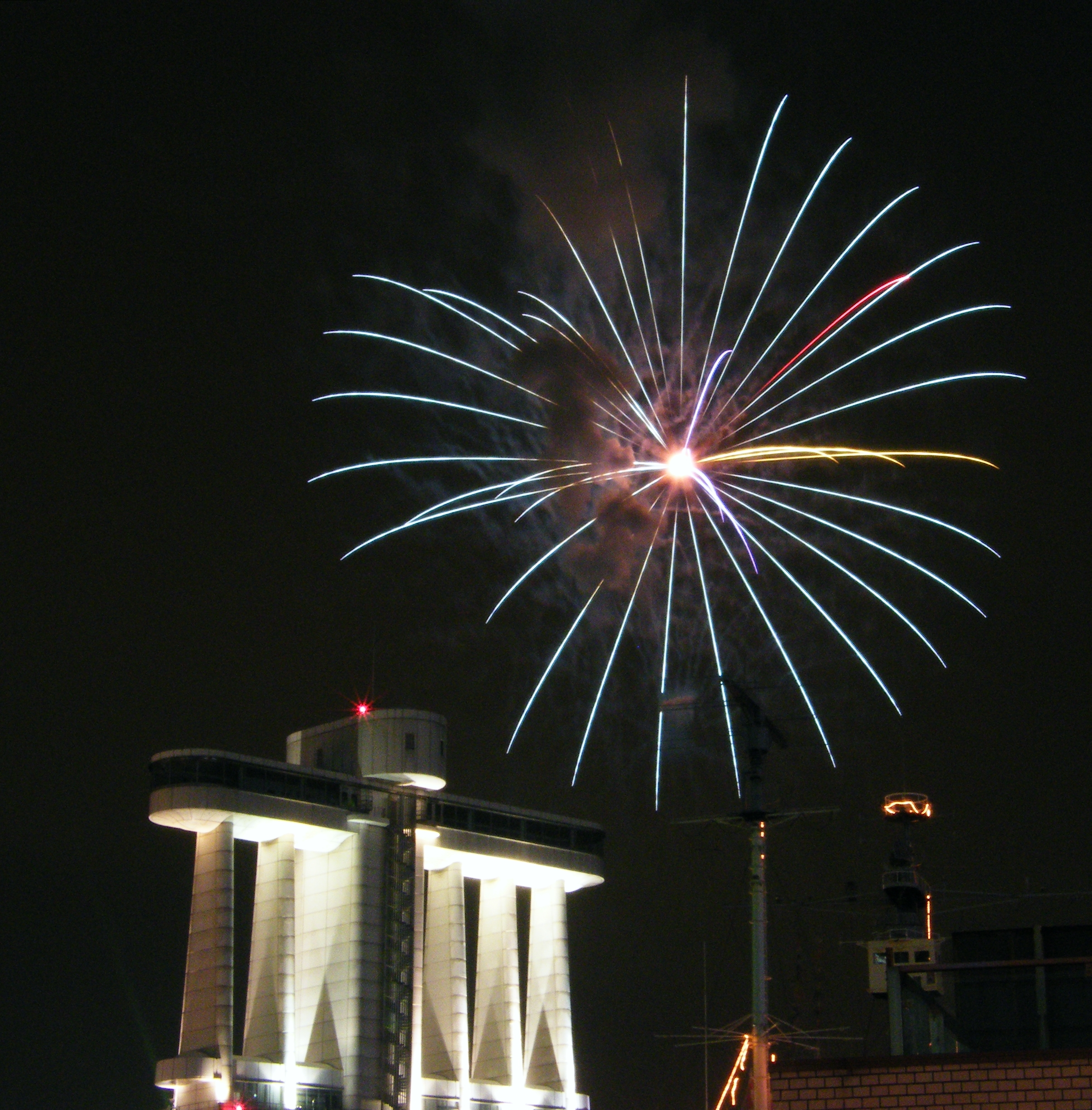
名古屋港ポートビルと花火（2009年）

海の日名古屋みなと祭（うみのひなごやみなとまつり）は、愛知県名古屋市港区の名古屋港・名古屋港ガーデンふ頭一帯で行われる夏祭りである。
毎年7月第3月曜日の海の日に開催される。ただし、2007年（平成19年）に限っては海の日ではなく第3土曜日に、「名古屋港開港100周年記念」として開催された。
2016年（平成28年）度は7月18日（月・祝）に開催された。
2015年からは、名港水上芸術花火というイベントも開催されている。

## 概要
1946年（昭和21年）に、戦後の復興祭・名古屋港の発展を祈念して始まったもので、フィナーレを飾る花火大会も1948年（昭和23年）からの歴史を誇っている。2016年（平成28年）で、開催70回目を迎えた。

## 花火大会
メインイベントは花火大会（メモリアル花火など）である。その他にも地元町内会や子供会（西築地学区）による屋形舟の形をした大きな山車や神輿など、太鼓や総踊りも夏の祭りを彩っている。大阪・岸和田祭りをイメージしたと言われる、山車の屋根の部分に若頭が上り太鼓を叩く高六町内会や、太鼓と鐘を鳴らしながら派手に盛り上げる二号地西部町内会など、みなと祭のもうひとつの目玉として毎年活動している。
2020年（令和2年）は2020年東京オリンピックおよび2020年東京パラリンピックの開催期間と重なるため、当初は9月20日に日程を変更して実施する予定だったが、新型コロナウイルス感染症拡大防止の観点から、中止となった（なお、東京オリンピック・パラリンピックも、2021年（令和3年）に開催延期が決まっている）。以降2022年（令和4年）まで3年連続で開催中止が続いていた。
2023年（令和5年）に4年ぶりに開催された。